# Bonchester (fromage)
Le bonchester est un fromage écossais à base de lait de vache de race jersiaise, non-pasteurisé. Il est produit depuis 1982 à Bonchester Bridge (en), dans le Roxburghshire. C'est un fromage à pâte molle, jaune, qui développe une croûte blanche pendant la maturation. Le Bonchester bénéficie depuis 1996 d'une indication géographique protégée en Europe.